# Фиконе (Фрозиноне)
Фиконе је насеље у Италији у округу Фрозиноне, региону Лацио.
Према процени из 2011. у насељу је живело 161 становника. Насеље се налази на надморској висини од 140 м.